# Pukkisaari (ö i Södra Savolax, Pieksämäki, lat 62,25, long 27,08)
Pukkisaari är en ö i Finland. Den ligger i sjön Naarajärvi och i kommunen Pieksämäki i den ekonomiska regionen  Pieksämäki ekonomiska region  och landskapet Södra Savolax, i den södra delen av landet, 260 km nordost om huvudstaden Helsingfors. Öns area är 4,1 hektar och dess största längd är 450 meter i sydöst-nordvästlig riktning.